# Sahel SC
Sahel SC je nigerski nogometni klub iz glavnog grada Niameya.
Sahel SC je osnovan 1974. iz kluba Secteur 7. Jedan je od najuspješnijih klubova u državi. U afričkim (CAF) natjecanjima igraju bez većih uspjeha.

## Uspjesi
- Nigerska premijer liga: 13 puta

1973. (kao Secteur 7)
1974., 1986., 1987., 1990., 1991., 1992., 1994., 1996., 2003., 2004., 2007., 2009.
- Nigerski kup: 10 puta

1974., 1978., 1986., 1987., 1992., 1993., 1996., 2004., 2006., 2011.